# 古湖泊
古湖泊（英語：Ancient Lake）是指超過一百萬年持續有水的湖泊。世界上大部分湖泊水體的歷史都不到 18,000 年。超過100萬年的古湖泊僅20個 。其中有12個年齡超過260萬年，其年齡幾乎涵蓋整個第四紀。古湖泊能繼續存在的原因，是由於活躍的板塊構造。在板塊構造形成的裂谷帶中會形成了非常深的湖泊，在自然環境下這些湖泊很難被沉積物填滿。由於古湖泊的壽命很長，它們可以被研究作為孤立的演化特徵和物種形成的模型。
貝加爾湖通常被認為是最古老的湖，表明它已有2500-3000萬年的歷史，而其所根據的證據無爭議。扎伊桑湖可能更古老，但其確切年齡具爭議性 。該湖可能起源於白堊紀，至少有6600萬年 最有可能在7000萬年左右 。另一個具爭議性是馬拉開波湖，估計有2000-3600萬年的歷史。在古代，它是一個真正的湖泊，但今天它是鹹水湖並直接與大海相連，導致許多人認為它是一個大潟湖或海灣。

## 古湖泊與年輕湖泊
湖泊有六種主要類型（如下所列）。大多數湖泊的乾涸是由於數千年來從河流繫帶沉積物填充所致。其他影響水位下降的因素包括、蒸發、自然排水和地球物理過程。由於古湖泊處於裂谷帶所造成的地塹中，具活躍的地表下沉，與其他湖泊相比，古湖泊的壽命更長。例如，俄羅斯的貝加爾湖，是由貝加爾裂谷帶形成的古老湖泊，已有2500-3000萬年的歷史，深5,387英尺（1,642公尺）。相較之下，北美五大湖是在冰河期末期由冰川沖刷和融水匯集形成的，已有14,000年的歷史，最大深度為200-1,300英尺（60-400 m）。
1. 裂谷湖
2. 土石流和冰壩湖
3. 咸水湖
4. 牛軛湖
5. 火山口湖
6. 冰川湖
7. 冰下湖泊

## 古湖泊的形成
古代湖泊的形成類似裂谷。形成發生在位於活動裂谷帶上的地塹內。地塹是沿著不同的板塊邊界形成的土地部分，這些板塊邊界在兩個平行板塊之間下沉。地塹的位置位於活動裂谷帶上方，導致湖底深度不斷下降，湖壁高度不斷增加。

## 對演化的重要性
古湖泊能提供資料讓科學家研究冰期-間冰期時間的環境變化的機制。由於古湖泊的長存在期和普遍的地理隔離，人們對包括性選擇、輻射適應和間斷平衡在內的演化特徵進行了研究。大多數研究都針對在孤立湖泊中特有動物群和矽藻有關，主要集中在貝加爾湖、里海和非洲五大湖。資料來自河流-湖泊、波動深部（fluctuating profundal）和蒸发岩的組合。
本條目是根據英維“tuya” 編譯而來